# جيري تولبرينج
جيري تولبرينج (بالسويدية: Jerry Tollbring)‏ مواليد 13 سبتمبر 1995 في السويد، هو لاعب كرة يد سويدي يلعب كجناح أيسر. يلعب حاليا مع آي إف كي كريستيانستاد ويحمل الرقم 17. مثل منتخب السويد لكرة اليد. شارك في دورة الألعاب الأولمبية الصيفية سنة 2016.

## سجل المنافسة
شارك في البطولات التالية:
- بطولة أوروبا لكرة اليد للرجال 2016
- الألعاب الأولمبية الصيفية 2016

## روابط خارجية
- جيري تولبرينج على موقع الاتحاد الأوروبي لكرة اليد (الإنجليزية)
- جيري تولبرينج على موقع الدوري الألماني لكرة اليد (الألمانية)
- جيري تولبرينج على موقع أوليمبيديا (الإنجليزية)
- جيري تولبرينج على موقع اللجنة الأولمبية السويدية (السويدية)